# Tiếng Lule Sami
Tiếng Lule Sami (julevsámegiella, tiếng Na Uy: lulesamisk, tiếng Thụy Điển: lulesamiska) là một ngôn ngữ Ural và Sami được nói ở Sông Lule, Thụy Điển và phía Bắc của Nordland ở Na Uy, đặc biệt là đô thị Tysfjord, nơi nó là ngôn ngữ chính thức. Nó được viết bằng chữ Latinh và có bảng chữ cái riêng của nó.

## Tư cách
Với 650 người bản ngữ, nó là ngôn ngữ lớn thứ 2 nhất trong ngữ chi Sami. Nó được cho rằng những người bản ngữ bị giảm mạnh trong các thế hệ trẻ.